# Kościół św. Ducha i Matki Boskiej Bolesnej w Młodzawach Małych
Kościół pw. św. Ducha i Matki Boskiej Bolesnej w Młodzawach Małych – późnobarokowy kościół wzniesiony został w latach 1716–1720, prawdopodobnie według projektu Kacpra Bażanki, ufundowany przez Michała Kępskiego, podczaszego bracławskiego, dzierżawcy Kozubowa. Kościół został przebudowany w latach 30. XIX wieku. Na fasadzie głównej kościoła umieszczone są rzeźby, Jezusa Chrystusa na szczycie, a poniżej św. Jana Kantego, św. Floriana, św. Wojciecha i św. Stanisława. Fasada kościoła w Młodzawach była wzorowana na kościele Santa Casa w Loreto.
Wnętrze świątyni trójnawowe z transeptem, nawa posiada sklepienie kolebkowe z lunetami. Na ołtarzu głównym znajduje się, pochodzący z I poł. XVII wieku, uznawany za cudowny, obraz Matki Boskiej Młodzawskiej. Pod prezbiterium usytuowane są krypty grobowe rodu Wielopolskich – m.in. Aleksandra Wielopolskiego. W kościele znajduje się również, przeniesiony z nieistniejącego już klasztoru kamedułów w Kamedułach, sarkofag VII ordynata Ordynacji Myszkowskich Józefa Władysława Myszkowskiego. 
Obok kościoła znajduje się barokowa brama-dzwonnica z 1779 roku.